# Шостакове (Миколаївський район)
Шостако́ве — село в Україні, в Ольшанській селищній громаді Миколаївського району Миколаївської області. Населення становить 1000 осіб.